# Drużynino (obwód wołogodzki)
Drużynino (ros. Дружинино) – wieś w Rosji, w rejonie charowskim obwodu wołogodzkiego. W 2010 r. liczyła 5 mieszkańców.